# Sancho de Luna y Rojas
Sancho de Luna y Rojas ( ¿? –1617), fue un noble y militar castellano.

## Orígenes familiares
Sancho de Luna y Rojas, caballero de la Orden de Santiago, fue hijo de Antonio de Luna y Valois, VI Señor de Fuentidueña, y de Francisca de Rojas Enríquez, hermana del II marqués de Poza.

## Biografía
Fue comendador de Villaescusa de Haro en la Orden de Santiago.
En 1607, ocupó temporalmente el puesto de Maestre de campo del Tercio Viejo de Nápoles debido a la muerte del duque de Benavente.
En 1616, las crónicas le sitúan como castellano del Castillo de Milán, el mismo cargo que su abuelo, Álvaro de Luna y Bobadilla, había desempeñado 80 años antes.
En 1617, Carlos Manuel I de Saboya, a pesar de estar casado con una hermana de Felipe III, se alió con Francia contra España, obteniendo la ayuda de las tropas francesas para liberar Alba de los españoles. En esta contienda desempeñó las funciones de gobernador de la infantería española de Saboya.

## Muerte y sepultura
Sancho de Luna y Rojas falleció en el campo de batalla, a las puertas de Guardabosone (Italia), mientras intentaba llevar socorro a los sitiados.